# سیارک ۸۵۵۲
سیارک ۸۵۵۲ (به انگلیسی: 8552 Hyoichi، نامگذاری:1995HE) هشت هزار و پانصد و پنجاه و دومین سیارک کشف شده‌است که در ۲۰ آوریل ۱۹۹۵ کشف شد.
قدر مطلق سیارک برابر ۱۴٫۶۰ است.